# Liste der Flüsse in Estland
Diese Liste gibt einen Überblick über die Flüsse und Bäche in Estland.

## Die längsten Flüsse in Estland
| Name          | Alternativname      | Länge (km) | Einzugsgebiet (km²) | Abfluss (m³/s) | Mündung              |
| ------------- | ------------------- | ---------- | ------------------- | -------------- | -------------------- |
| Võhandu       | -                   | 162        | 1420                | -              | Peipussee            |
| Pededze       | Peddetz             | 159        | 1690                | 44             | Aiviekste            |
| Pärnu         | -                   | 144        | 6910                | 48             | Bucht von Riga       |
| Põltsamaa     | -                   | 135        | 1310                | -              | Pedja                |
| Pedja         | -                   | 122        | 2710                | -              | Emajõgi              |
| Kasari        | -                   | 112        | 3210                | 26             | Ostsee               |
| Piusa         | -                   | 109        | 796                 | 5,5            | Peipussee            |
| Keila         | -                   | 107        | 682                 | 6,4            | Finnischer Meerbusen |
| Pirita        | Brigittenbach       | 105        | 799                 | 7,5            | Finnischer Meerbusen |
| Emajõgi       | Embach              | 101        | 9960                | 71             | Peipussee            |
| Navesti       | -                   | 100        | 3000                | -              | Pärnu                |
| Jägala        | -                   | 97         | 1570                | -              | Finnischer Meerbusen |
| Vigala        | Fickelscher Bach    | 95         | 1520                | -              | Kasari               |
| Ahja          | Aya                 | 95         | 1073                | -              | Emajõgi              |
| Halliste      | Hallist             | 86         | 1900                | -              | Navesti              |
| Õhne          | -                   | 86         | 573                 | -              | Emajõgi              |
| Valgejõgi     | -                   | 85         | 453                 | -              | Finnischer Meerbusen |
| Mustjõgi      | -                   | 84         | 1820                | -              | Gauja                |
| Väike-Emajõgi | Kleiner Embach      | 82         | 1380                | -              | Emajõgi              |
| Sauga         | -                   | 77         | 570                 | 5,1            | Pärnu                |
| Narva         | Narwa               | 77         | 56200               | 415            | Finnischer Meerbusen |
| Velise        | -                   | 75,5       | 852                 | -              | Kasari               |
| Soodla        | -                   | 75         | 236                 | -              | Jägala               |
| Reiu          | Reidenhofscher Bach | 73         | 917                 | -              | Pärnu                |
| Elva          | -                   | 72         | 456                 | -              | Emajõgi              |
| Kunda         | -                   | 69         | -                   | -              | Finnischer Meerbusen |
| Vääna         | -                   | 64         | 316                 | -              | Finnischer Meerbusen |

## Alphabetische Auflistung aller Flüsse

### A
Aavoja
- Agali
- Ahja
- Alajõgi
- Allika
- Ambla
- Amme
- Angerja (Bach)
- Antsla
- Apna
- Aruküla
- Atla
- Avaste (Bach)
- Avijõgi

### E
Emajõgi (Embach)
- Elbu
- Elva
- Enge
- Erra
- Esna

### G
Gorodenka (bei Narva)

### H
Halliste
- Harku (Bach)
- Hundikuristiku (Bach)
- Härjapea
- Häädemeeste

### J
Jaama (= Struuga)
- Jõelähtme
- Jõku
- Jägala
- Jänijõgi
- Järveotsa (Bach)

### K
Kaave
- Kalli
- Kasari
- Kata
- Katku (Bach)
- Kavilda
- Keila
- Kloostri
- Kodila
- Kohtla
- Kohtra
- Kolga
- Kroodi (Bach)
- Kulgu
- Kullavere
- Kunda
- Kurina
- Kurna (Bach)
- Kuura
- Kärla
- Kääpa

### L
Laeva
- Leisi
- Lemmejõgi
- Lemmjõgi
- Liivi
- Lintsi
- Loo
- Loobu
- Luguse
- Luutsna
- Lõve

### M
Maadevahe
- Mädajõgi
- Mäetaguse
- Mähe (Bach)
- Mudajõgi
- Munalaskme (Bach)
- Mustajõgi
- Mustjõgi (bei Endla)
- Mustjõgi (Flussgebiet Gauja)
- Mustjõgi (Flussgebiet Jägala)
- Mustjõgi (bei Tallinn)
- Mustoja (Lahemaa)
- Muuga (Bach)
- Mõra

### N
Narva
- Nasva
- Nurtu
- Navesti
- Nuutri

### O
Orajõgi

### Õ
Õhne

### P
Paadrema
- Pada
- Paltra
- Pede
- Pedeli
- Pedetsi
- Pedja
- Peetri
- Penijõgi
- Pirita
- Piusa
- Poruni
- Prandi
- Preedi
- Purtse
- Põduste
- Põltsamaa
- Pärnu
- Pääsküla
- Pühajõgi (Ida-Viru)

### R
Rannamõisa
- Rannapungerja
- Raudna
- Reiu
- Retla
- Räpu

### S
Saki
- Salajõgi
- Salla
- Sauga
- Selja
- Sitapätsi
- Soodla
- Struuga (= Jaama)
- Suuremõisa
- Sõmeru
- Sõtke
- Sämi

### T
Taebla
- Tagajõgi
- Tarvasjõgi
- Tatra
- Timmkanal
- Tirtsi
- Tiskre (Bach)
- Toolse
- Tori
- Tõrvajõgi
- Treppoja
- Tuhala
- Tuudi

### U
Ulila
- Umbusi
- Ura

### V
Vaemla
- Vainupea
- Valgejõgi
- Vardi
- Vardja
- Varsaallika (Bach)
- Vasalemma
- Velise
- Vigala
- Vihterpalu
- Visela
- Vodja
- Vorsti
- Võhandu
- Võhu
– Võlupe
- Väike-Emajõgi
- Värska (Bach)
- Vääna